# Csurgói járás
A Csurgói járás Somogy vármegyéhez tartozó járás Magyarországon 2013-tól, székhelye Csurgó. Területe 496,19 km², népessége 16 807 fő, népsűrűsége pedig 34 fő/km² volt 2013. elején. 2013. július 15-én egy város (Csurgó) és 17 község tartozott hozzá.
A Csurgói járás a járások 1983. évi megszüntetése előtt is létezett, 1970-ig, és székhelye az állandó járási székhelyek kijelölése (1886) óta mindvégig Csurgó volt.

## Települései
| Település         | Rang (2013. július 15.) | Közös hivatal   | Kistérség (2013. január 1.) | Népesség (2013. január 1.) | Terület (km²) |
| ----------------- | ----------------------- | --------------- | --------------------------- | -------------------------- | ------------- |
| Csurgó            | járásszékhely város     | Csurgó          | Csurgói                     | 5 229                      | 59,42         |
| Berzence          | nagyközség              |                 | Csurgói                     | 2 602                      | 53,76         |
| Csurgónagymarton  | község                  | Csurgó          | Csurgói                     | 154                        | 14,82         |
| Gyékényes         | község                  | Somogyudvarhely | Csurgói                     | 988                        | 33,76         |
| Iharos            | község                  | Iharosberény    | Csurgói                     | 460                        | 22,68         |
| Iharosberény      | község                  | Iharosberény    | Csurgói                     | 1 271                      | 49,66         |
| Inke              | község                  | Iharosberény    | Csurgói                     | 1 233                      | 51,76         |
| Őrtilos           | község                  | Zákány          | Csurgói                     | 474                        | 21,12         |
| Pogányszentpéter  | község                  | Iharosberény    | Csurgói                     | 493                        | 13,15         |
| Porrog            | község                  | Csurgó          | Csurgói                     | 230                        | 14,02         |
| Porrogszentkirály | község                  | Csurgó          | Csurgói                     | 278                        | 13,65         |
| Porrogszentpál    | község                  | Csurgó          | Csurgói                     | 79                         | 3,54          |
| Somogybükkösd     | község                  | Csurgó          | Csurgói                     | 85                         | 11,8          |
| Somogycsicsó      | község                  | Csurgó          | Csurgói                     | 165                        | 12,38         |
| Somogyudvarhely   | község                  | Somogyudvarhely | Csurgói                     | 1 025                      | 40,42         |
| Szenta            | község                  | Csurgó          | Csurgói                     | 388                        | 64,47         |
| Zákány            | község                  | Zákány          | Csurgói                     | 1 098                      | 8,69          |
| Zákányfalu        | község                  | Zákány          | Csurgói                     | 555                        | 7,09          |